# Lahsen Azgaou
Lahsen Azgaou (* 14. März 1986), auch Lahcen Azgaou, ist ein marokkanischer Fußballschiedsrichterassistent.
Seit 2017 steht Azgaou auf der Liste der FIFA-Schiedsrichter und ist an der Spielleitung internationaler Fußballspiele beteiligt, unter anderem in der CAF Champions League.
Azgaou wurde bei insgesamt drei Afrika-Cups eingesetzt. Beim Afrika-Cup 2019 in Ägypten, beim Afrika-Cup 2022 in Kamerun und beim Afrika-Cup 2024 in der Elfenbeinküste leitete er insgesamt 12 Spiele.
Zudem war er unter anderem Schiedsrichterassistent beim U-17-Afrika-Cup 2017 in Gabun, bei der U-17-Weltmeisterschaft 2019 in Brasilien, in der afrikanischen WM-Qualifikation sowie bei diversen Qualifikations- und Freundschaftsspielen.